# ゆうどきネットワークぎふ
『ゆうどきネットワークぎふ』は、2006年4月3日から2007年3月9日までNHK岐阜放送局で放送していた岐阜県向けのテレビ番組。2007年以降はNHK首都圏放送センター制作の『ゆうどきネットワーク』をフルネットする。

## 放送時間
- 金曜日 17:50 - 18:00（祝日を除く、月曜から木曜は名古屋局制作の『ゆうどきネットワーク東海・北陸』をフルネット。金曜日も17:30から17:50まで同番組をネット）

## 出演者
- 秋田建三（2006年4月3日 - 2006年6月2日、当時岐阜局アナウンサー）
- 若林則康（2006年6月5日 - 2007年3月9日、当時岐阜局アナウンサー、現在は水戸局所属）

## コーナー
- お便り紹介
- NHKハートプラザ
- 気象情報

## 気象情報について
- 女性キャスターが読み上げ方式で伝えていた。
- 岐阜県全域のほか、名古屋の天気も伝える。